# 吳士矩
吳士矩（?—?），又作吴士智、吴士规，吴溆的儿子，吴凑、章敬皇后（唐代宗母亲）的侄子。
吳士矩在文学很早就学有所成，喜与英雄豪杰交往，因此人人为他传名。大和七年（833年）四月十六，以同州刺史吳士矩为江西观察使。为江西观察使时，宴饮奢侈，一日花费达十数万钱。刚到任时，官库有二十七万缗钱，晚年只剩下九万，军用匮乏，无法供应。事发，御史中丞狄兼谟弹劾：“观察使守陛下土地，宣陛下诏条，临戎赏军，州有定数。吳士矩与夺由己，盈缩自专，不只贻弊一方，必使诸军援例。请付有司治罪。”朝廷内外都为他开脱，结果按皇亲论罪，唐文宗不再追究，贬为蔡州别驾。谏官坚持按罪论处，文宗不纳。于是狄兼谟建言：“陛下擢任吴士矩，非是私情；吴士矩辜负陛下应该治罪，也非私情。请遣御史至江西就地审讯，于是杜绝江淮其他藩镇因循之心。”开成三年（838年）五月初五，唐文宗下诏：前江西观察使吳士矩坐赃，长流端州。